# Morénike Giwa-Onaiwu
Morénike Giwa-Onaiwu   () és una educadora afroamericana autista estatunidenca, activista defensora dels autistes i dels infectats amb el VIH. Junt amb E. Ashkenazy i Lydia Brown, Onaiwu és editora d'All the Weight of Our Dreams, una antologia d'art i escriptura completament feta per autistes afroamericans publicada per l'Autism Women's Network (Xarxa de dones autistes) el juny del 2017.

## Biografia

### Vida personal
Giwa-Onaiwu va néixer als Estats Units d'Amèrica de pares immigrants de Nigèria i Cap Verd, on encara viuen la majoria dels seus parents. Afirma que els seus primers símptomes d'autisme van ser possiblement malinterpretats com a característiques «d'una persona negra […] que intenta encaixar en l'entorn blanc», especialment amb símptomes més físics malinterpretats com a «estereotipies violentes o excessivament emocionals o descarades d'una persona negra». En una entrevista amb Quartz, va afirmar: «Moltes característiques que posseeixo que són clarament autistes es van atribuir a la meva raça o gènere. Com a resultat, no només em van privar de suports que m'haurien estat útils, també em van entendre malament i també, de vegades, maltractar».
Giwa-Onaiwu va assistir a l'Alliant International University a San Diego, Califòrnia. Va treballar com a estudiant universitària treballant amb nens refugiats en un projecte d'habitatge i com a mentora a escoles públiques. Després de llicenciar-se amb una llicenciatura en Relacions Internacionals, Giwa-Onaiwu va treballar al sector sense ànim de lucre amb una gran varietat de grups privats de drets d'autor, incloses dones, adolescents en risc i famílies de refugiats.
Té múltiples fills adoptats i biològics, dels quals els dos més petits també tenen autisme.
El 2014, Giwa-Onaiwu es va graduar amb un màster en educació especial a la Universitat de Texas de la Conca Permiana.

### Activisme
Giwa-Onaiwu ha llançat i dirigit diverses campanyes pels drets humans, centrant-se en la defensa dels autistes i dels infectats amb el VIH. El 2009 va començar com a participant activa en la investigació del VIH i la defensa dels afectats per aquesta malaltia, i va fundar l'organització Positive Playdates per a beneficiar les famílies afectades pel VIH. Aquesta organització es fusionaria posteriorment amb Advocacy Without Borders, una organització que va fundar el 2014 per donar suport als activistes de la comunitat. Des del 2014 és la presidenta de l' Autism and Race Committee for the Autistic Women's Network Comitè. Des del 2016 és membre del consell de la Autistic Self Advocacy Network (ASAN, Xarxa d'autodefensa d'autistes).
Fora d'aquestes organitzacions, ha actuat com a activista individual. El 2015 va iniciar una petició per a denunciar un atac contra un estudiant de secundària amb autisme i la va lliurar al jutjat junt amb altres defensors de l'autisme. Al març del 2018, Giwa-Onaiwu va aparèixer al Simons Foundation's Spectrum junt amb dues dones més, totes parlant de les seves diverses experiències com a dones amb autisme.
Des de 2018, Giwa-Onaiwu fa conferències per conscienciar i promoure l'apoderament de les nenes i dones afroamericanes amb autisme i de les persones que viuen amb el VIH / SIDA.

## Publicacions
- Brown, Lydia; Ashkenazy, E; Giwa-Onaiwu, Morénike. All the Weight of Our Dreams: On Living Racialized Autism (en anglès).  Autism Women's Network, 2017. ISBN 9780997504507.